# МОСАРЕТУ
МОСАРЕТУ (англ. MOSARETU) — локальный термин, характеризующий содружество четырёх народов (или племён), населяющих южное побережье озера Рудольф в Кении в районе н. п. Лойянгалани.

Аббревиатура расшифровывается: «мо» — эль-моло, «са» — самбуру, «ре» — рендилле, «ту» — туркана.

## География и особенности поселений
Эль-моло населяют побережье озера Рудольф в Кении — к востоку от города Марсабит, также имеются поселения в округах Исиоло, Марсабит и Самбуру.
 Аналогичную территорию занимает народность самбуру.
 Основное место обитания рендилле — между озером Рудольф и горой Марсабит, помимо этого — на территории округов Марсабит и Самбуру.

Туркана проживают на юго-западном побережье озера Рудольф, большей частью в районе небольшого города Лойянгалани (население 5117 чел.), также в округах Самбуру и Туркана.

Представители всех четырёх народностей строят жилища из ветвей местного кустарника, иногда покрывая подручной ветошью.

## Численность
Эль-Моло: в Кении — 3600, в мире — 3600

Самбуру: в Кении — 303000, в мире — 303000

Рендилле: в Кении — 77000, в мире — 77000

Туркана: в Кении — 1260000, в мире — 1314000.

## Языки
- Народность эль-Моло — язык самбуру;
- Народность самбуру — язык самбуру;
- Народность рендилле — язык рендилле;
- Народность туркана — язык туркана.

## Галерея
- Эль-моло
- Самбуру
- Рендилле
- Туркана